# Çaydoğan, Şefaatli
Çaydoğan là một xã thuộc huyện Şefaatli, tỉnh Yozgat, Thổ Nhĩ Kỳ. Dân số thời điểm năm 2010 là 145 người.